# علم التأثيرات الكهربائية الحيوية

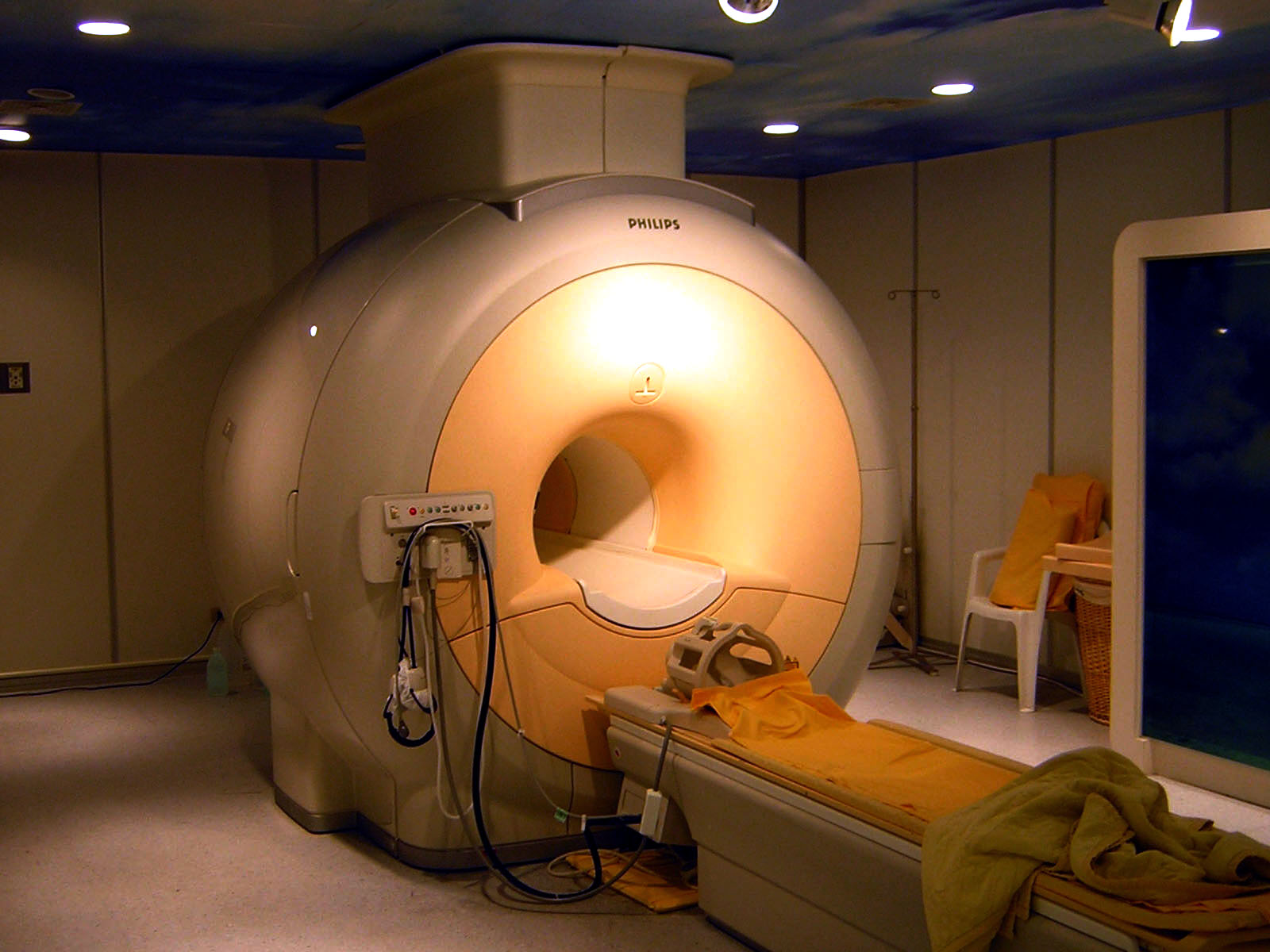
جهاز التصوير المغناطيسي MRI

علم التأثيرات الكهربائية الحيوية (بالإنجليزية: Bioelectromagnetics)‏ وهو العلم الذي يدرس التأثيرات الكهربائية أو المغناطيسية أو الكهرومغناطيسية الخارجية على الأنسجة الحية والتي تصدر عن أجهزة من صنع الإنسان لتشخيص ومعالجة الاختلالات في الوظائف الحيوية التي تعانيها هذه الأنسجة.
ويندرج تصميم وتطوير قطاع واسع من الأجهزة الطبية تحت هذا العلم.
وهذا العلم هو أحد فرعي الهندسة الكهربائية الطبية.

## سبب الظهور والتأثيرات
نبضات كهربائية تحدث لفترة قصيرة من الزمن تدعى الأحداث الكمونية تتشكل في العديد من الخلايا الحيوانية مثل الخلايا العصبية والعضلية وبعض الخلايا النباتية. هذه النبضات هي سبب تأثر الخلايا الحية بالحقول الكهربائية أو المغناطيسية أو الكهرومغناطيسية الخارجية. هذه الأحداث تساعد على تنشيط العمليات التي تحدث بين الخلايا ونقل المعلومات بين أعضاء الخلية. هذه الأحداث تحدث بسبب القنوات الأيونية الموجودة في غشاء الخلية. يتم دراسة هذه الظواهر من خلال الفيزيولوجيا الكهربية. تم اكتشاف هذه الظاهرة لأول مرة في القرن التاسع عشر أثناء تشريح ضفدع. العديد من الحيوانات المائية لها حساسات كهرحيوية التي تساعدها على تحديد اتجاه سباحتها تحت الماء.

## تأثير المجالات الكهربائية والمغناطيسية
تم دراسة أثر المجالات الكهربائية والمغناطيسية الضعيفة التي يكون ترددها أقل من 300 هرتز على جسم الإنسان ويرجح العلماء انها لا تحدث ضرر كبير على المدى الطويل. هذه المجالات الضعيفة تصدر من اجهزة الراديو وخطوط نقل الكهرباء. ولكن تأثير الحقول التي يكون ترددها أكثر من 300 هرتز لم يتم دراسة كافة تأثيراتها على جسم الإنسان بعد. تأثيرات الحقول الكهربائية والمغناطيسية يصعب ملاحظتها وإثباتها لأن الضرر الذي يتم ملاحظته يمكن أن يكون سببه عوامل أخرى. المجالات الكهربائية والمغناطيسية الضعيفة والقوية يتم اصدارها من الآلات الطبية.